# Човекољубље
Човекољубље или филантропија (грч. φιλανθρωπία []) је добра воља да се помогне ближњем своме. Док је некада подразумевала религиозни захтев и врлину, данас се под филантропијом подразумева активан напор да се промовише људска добробит.
Дефиниција Оксфордског речника описује филантропију као “подстицај за добротворну акцију,“ која је супротна егоизму, односно као жељу да се допринесе благостању других. Филантропија се показује различитим врстама деловања.
Човек који ужива у добру другога без икаквог интереса или користи, назива се филантропом. Портрет филантропа или донатора не постоји, нити постоји доминантан модел филантропије.
Када су мотиви филантропа у питању, Франк Адлоф (Франк Адлофф) наводи да не постоји чиста филантропија, него је боље рећи да се филантропски, религијски и капиталистички мотиви прожимају.
Човечност или хуманост је активан однос према људским вредностима, посебно према другим људима. Хуманост посебно подразумева бригу према људима који нису у могућности да задовоље своје основне људске потребе. Однос хуманости не подразумева стварање зависности слабијега, већ, напротив, поштовање личности сваке особе и оснаживање њених потенцијала. 

## Алтруизам и филантропија
Појам неодвојив од филантропије је алтруизам. Тодор Куљић истиче да, социолошки гледано, алтруизам или несебичност може бити подстакнута:
1. праведношћу као прихваћеном унутрашњом социјалном нормом,
2. дужношћу, тј. различито обавезним понашањем које од нас очекује околина, или
3. очекивањем нарочите реципрочне нематеријалне симболичке накнаде.

Ове три компоненте су на разне комбиноване у разним алтруизмима. Додаје да је филантропија је она врста алтруизма која превазилази круг пријатеља, сродника и познаника и подразумева и помоћ непознатом.
Филантропија се ослања на осећај грађанске дужности, управљања и друштвене одговорности за добробит друштва као целине.

## Филантропија у античком добу
У античкој Грчкој филантропија је била синоним великодушности имућних према сиротињи. Доброчинитељи су стицали нарочити углед и очекивали јавно поштовање. Али у антици је филантропија била и дужност моћних, важна врлина владара и део њиховог самовиђења.
Филантропија је била необавезно доброчинство за које су били кадри само богови и хероји, затим саставница идеалног доброг владара доброчинитеља и део реторике успешних атинских политичара.
Према писању Стефана Шраме Прометеј је био филантроп који је људима донео ватру. У Риму је филантропија била препуштена владарима, који су бринули о поданицима. У добу хеленизма и у Римском царству постојала је и нарочита пракса еуергетизма којом су богати приватници финансирали градове осигуравајући важан део градских финансија, те је Еуергет било службено звање које је град додељивао добротвору.
У средњем веку следи клерикализација античке врлине доброчинства, стога се она тада претвара у хришћанско милосрђе иза кога стоји постмортална небеска награда или запрећена казна. У складу са тим у хришћанској теологији се не помаже сиромаху него се угађа Христу који је незаменљиви симболички субјект, а о процени ваљаности ове помоћи старали су се свештеници, харизматски квалификовани тумачи фиктивне божје воље. Милосрђе је канонизовано као образац понашања Сина Божјег у чије име небо опрашта грехе доброчинитељу. Било је то давање беднима, али не и укидање услова беде. (...) Чак је и данас неретко филантропија ознака за Божју љубав и за хришћанску љубав према ближњима, па је и сам Христ називан филантропом. Слично одозго надзирано мање или више селективно милосрђе и љубав присутни су и у другим религијама. (...) Тек када су просветитељски филозофи почели са ширењем световног човекољубља почела се и филантропија одвајати од милосрђа.

## Организована филантропија
Савремена дефиниција организоване филантропије подразумева активне појединце и групе који у организованим и подстицајним околностима на различите начине промовишу и унапређују рад за опште добро, односно јавни интерес. Организована филантропија манифестује се кроз даривање новца и других материјалних добара у добротворне сврхе, али и улагањем у заједницу на промишљен и организован начин кроз фондације и друге облике непрофитних организација и институција. 
Осим материјалног помагања или улагања, све  више је присутан и концепт даривања или улагања личног времена, знања и вештина кроз различите облике волонтерског ангажмана.

## Корпоративна филантропија
Корпоративна филантропија представља директни прилог корпорације за неку хуманитарну акцију или друштвени циљ, најчешће у облику бесповратне помоћи, донација или услуга у натури.
Филип Котлер и Ненси Ли наводе да су типични добротворни програми корпоративне филантропије:
- Осигурање новчаних донација
- Давање бесповратне помоћи
- Стипендирање
- Поклањање производа
- Поклањање услуга
- Осигуравање стручног знања
- Омогућавање кориштења капацитета и дистрибутивних канала
- Давање опреме на коришћење[6]

Они који примају овакву врсту давања углавном су непрофитне организације и фондације, али то могу бити и јавне институције, попут образовних, културних, здравствених.
Развој корпоративне филантропије могуће је сагледати кроз четири развојне фазе:
1. Почетна фаза - крај 19. до средине 20. века
2. Успон корпорацијских давања - од педесетих до почетка осамдесетих година 20. века
3. Стратешка филантропија  - период осамдесетих година 20. века
4. Друштвено одговорно пословање - односи се на разумевање корпоративне филантропије као једне од димензија друштвено одговорног пословања.[7]

## Филантропске активности у Европи
Тек од краја 19. века у САД и у Европи развијала се култура фондација.
У Европи су популарне различите врсте давања, од индивидуалног давања, донација богатих појединаца и породица, институционалних, до корпоративних давања. Према подацима „Фондације Француске“ из 2014. године давања појединаца из десет европских земаља произвела су 24 милијарде евра.
Од ове суме, 11,5 милијарди долази из Уједињеног Краљевства, док нешто више од 4 милијарде долази из Немачке. Са друге стране из Шпаније је најмање давања - 574 милиона евра.
Према овом истраживању, земље с највећим уделом појединачних донатора који дају на свим нивоима су Холандија (83%), Пољска (70%) те Швајцарска (70%). Након њих следе Шведска, Уједињено Краљевство, Француска, Белгија, Немачка, Италија и Шпанија. Највећи донатори су развијене земље северне и средње Европе.

## Филантропске активности у САД
Давање, великодушност и филантропија појмови који су често повезани с америчким друштвом и англосаксонском културом, где су приватне иницијативе за одрицање дела сопственог богатства за опште добро, саставни део индивидуалних односа с друштвом којем се припада.
Америчка филантропија развила се у 19. веку и заслужна је за развој многих институција социјалног благостања. У том периоду развиле су се две важне организације филантропије. Прва је Черити организејшн сосајти (ЧОС), којој је порекло у Великој Британији, а која је претеча данашње организације Фамили Сервис оф Америка. Друга организација је Сетлемент хаусес.
У задњих 50 година добротворна давања у САД расту. У просеку укупна добротворна давања у новцу прелазе 2% укупног бруто домаћег производа. Тако су се добротворна давања удвостручила од деведесетих година, а број непрофитних организација порастао је за готово 60%.